# Orarna
Orarna är en ö i Gävlebukten i Gävle kommun i Gästrikland.
Orarna är med sina 250 hektar Gävlebuktens största ö och bildar tillsammans med omgivande öar, grund  och vattenytor Orarnas naturreservat.

## Historia
På Orarna fanns tidigare ett arrendetorp som anlades på 1880- och 1890-talet och som brukades till 1923. Här fanns kor och hästar som betade på stränderna och några små odlingar. På ön Leharen strax norr om Orarna finns en nu övergiven försvarsanläggning med kamouflerade bunkrar och skyttevärn.

## Geologi
Stränderna på Orarna är kalkrika med vidsträckta strandängar och fuktängar. Här finns små uppstickande bergklackar med torrbacksflora som tidigare ingick i ett öppnare landskap kring torpet.

## Flora och fauna
På Orarna finns Gävleborgs läns rikaste förekomst av majviva och orkidén flugblomster. På senare år har även sällsynta och märkliga marksvampar som brandtaggsvamp och lilaköttig taggsvamp hittats på ön. 
Orarna har gott om fåglar. Det finns bland annat spovar, gluttsnäppa, bläsand, svartsnäppa, sjöorre och småvadare som mosnäppa. Häger har börjat etablera sig som häckfågel i området liksom storskarv. Havsörn, fiskgjuse och lärkfalk ses regelbundet i området. Sedan 2014 betar kor åter på Orarna. Detta i ett EU-finansierat projekt med syfte att hålla strandängarna öppna.